# Liste des planètes mineures non numérotées découvertes en juin 2017
Pour un article plus général, voir Liste des planètes mineures non numérotées découvertes en 2017.
Pour un article plus général, voir Liste des planètes mineures.
Cet article dresse la liste des planètes mineures (astéroïdes, centaures, objets transneptuniens et assimilés) non numérotées découvertes en juin 2017 dans l'ordre de leur découverte.
Au 15 janvier 2025, 661 077 des 1 434 993 planètes mineures répertoriées par le Centre des planètes mineures ne sont pas encore numérotées, soit 46,07 %.

## Rappel concernant la désignation provisoire
La désignation provisoire indique l'ordre de découverte de ces objets. En effet, cette désignation est composée de l'année de découverte (par exemple 2017) suivie de la quinzaine (demi-mois) de découverte (p.e. A = 1-15 janvier) puis de l'ordre de découverte dans cette quinzaine. Cet ordre est indiqué par une lettre et éventuellement un chiffre comme suit : A pour la première découverte, B pour la deuxième, ..., Z pour la 25e (le I n'est pas utilisé pour éviter la confusion avec 1), A1 pour la 26e, B1 pour la 27e, etc. , Z1 pour la 50e, A2 pour la 51e, B2 pour la 52e, etc. L'ordre de la numérotation ne suit donc pas l'ordre alphanumérique. 2017 AA1 suit ainsi 2017 AZ et précède 2017 AB1.

## Liste

### Du1erau 15 juin 2017
- 2017 LA
- 2017 LB
- 2017 LC
- 2017 LD
- 2017 LE
- 2017 LF
- 2017 LG
- 2017 LH
- 2017 LK
- 2017 LP
- 2017 LU
- 2017 LV
- 2017 LW
- 2017 LX
- 2017 LY
- 2017 LB1
- 2017 LC1
- 2017 LD1
- 2017 LE1
- 2017 LF1
- 2017 LG1
- 2017 LL1
- 2017 LM1
- 2017 LO1
- 2017 LP1
- 2017 LQ1
- 2017 LU1
- 2017 LZ1
- 2017 LA2
- 2017 LB2
- 2017 LC2
- 2017 LD2
- 2017 LF2
- 2017 LG2
- 2017 LJ2
- 2017 LK2
- 2017 LL2
- 2017 LM2
- 2017 LQ2
- 2017 LS2
- 2017 LT2
- 2017 LU2
- 2017 LV2
- 2017 LW2
- 2017 LX2
- 2017 LY2
- 2017 LB3
- 2017 LC3
- 2017 LD3
- 2017 LF3
- 2017 LG3
- 2017 LH3
- 2017 LJ3
- 2017 LL3
- 2017 LM3
- 2017 LO3
- 2017 LP3
- 2017 LR3
- 2017 LS3
- 2017 LV3
- 2017 LW3
- 2017 LY3
- 2017 LZ3
- 2017 LA4
- 2017 LB4
- 2017 LC4
- 2017 LD4
- 2017 LE4
- 2017 LF4
- 2017 LG4
- 2017 LH4
- 2017 LJ4
- 2017 LK4
- 2017 LL4
- 2017 LM4
- 2017 LO4
- 2017 LP4
- 2017 LQ4
- 2017 LR4
- 2017 LS4
- 2017 LT4
- 2017 LU4
- 2017 LV4
- 2017 LW4
- 2017 LX4

### Du 16 au 30 juin 2017
- 2017 MA
- 2017 MB
- 2017 MC
- 2017 MD
- 2017 ME
- 2017 MF
- 2017 MH
- 2017 MJ
- 2017 MK
- 2017 ML
- 2017 MM
- 2017 MN
- 2017 MP
- 2017 MS
- 2017 MU
- 2017 MV
- 2017 MX
- 2017 MZ
- 2017 MA1
- 2017 MC1
- 2017 MD1
- 2017 ME1
- 2017 MF1
- 2017 MH1
- 2017 MM1
- 2017 MU1
- 2017 MW1
- 2017 MF2
- 2017 MG2
- 2017 MH2
- 2017 ML2
- 2017 MN2
- 2017 MP2
- 2017 MQ2
- 2017 MR2
- 2017 MS2
- 2017 MU2
- 2017 MV2
- 2017 MW2
- 2017 MX2
- 2017 MY2
- 2017 MZ2
- 2017 MA3
- 2017 MB3
- 2017 MC3
- 2017 MD3
- 2017 ME3
- 2017 MF3
- 2017 MG3
- 2017 MJ3
- 2017 MK3
- 2017 MM3
- 2017 MO3
- 2017 MP3
- 2017 MR3
- 2017 MS3
- 2017 MU3
- 2017 MY3
- 2017 MZ3
- 2017 MA4
- 2017 MB4
- 2017 MC4
- 2017 MD4
- 2017 ME4
- 2017 MF4
- 2017 MG4
- 2017 MH4
- 2017 MJ4
- 2017 ML4
- 2017 MM4
- 2017 MO4
- 2017 MQ4
- 2017 MR4
- 2017 MS4
- 2017 MU4
- 2017 MV4
- 2017 MW4
- 2017 MY4
- 2017 MZ4
- 2017 MA5
- 2017 MB5
- 2017 MC5
- 2017 MD5
- 2017 MJ5
- 2017 ML5
- 2017 MP5
- 2017 MT5
- 2017 MV5
- 2017 MW5
- 2017 MX5
- 2017 MY5
- 2017 MB6
- 2017 MC6
- 2017 MD6
- 2017 MG6
- 2017 MK6
- 2017 ML6
- 2017 MM6
- 2017 MP6
- 2017 MR6
- 2017 MT6
- 2017 MU6
- 2017 MV6
- 2017 MW6
- 2017 MX6
- 2017 MY6
- 2017 MZ6
- 2017 MA7
- 2017 MB7
- 2017 MC7
- 2017 MD7
- 2017 ME7
- 2017 MF7
- 2017 MG7
- 2017 MH7
- 2017 MJ7
- 2017 MK7
- 2017 ML7
- 2017 MM7
- 2017 MN7
- 2017 MO7
- 2017 MP7
- 2017 MQ7
- 2017 MR7
- 2017 MS7
- 2017 MT7
- 2017 MU7
- 2017 MV7
- 2017 MA8
- 2017 MB8
- 2017 MC8
- 2017 MD8
- 2017 MJ8
- 2017 MK8
- 2017 ML8
- 2017 MM8
- 2017 MN8
- 2017 MO8
- 2017 MP8
- 2017 MQ8
- 2017 MR8
- 2017 MS8
- 2017 MT8
- 2017 MU8
- 2017 MV8
- 2017 MW8
- 2017 MX8
- 2017 MY8
- 2017 MZ8
- 2017 MA9
- 2017 MB9
- 2017 MC9
- 2017 MD9
- 2017 MM9
- 2017 MP9
- 2017 MQ9
- 2017 MZ9
- 2017 ME10
- 2017 MF10
- 2017 MG10
- 2017 MH10
- 2017 ML10
- 2017 MM10
- 2017 MN10
- 2017 MO10
- 2017 MP10
- 2017 MQ10
- 2017 MR10
- 2017 MS10
- 2017 MU10
- 2017 MV10
- 2017 MW10
- 2017 MY10
- 2017 MZ10
- 2017 MA11
- 2017 MB11
- 2017 MC11
- 2017 MD11
- 2017 ME11
- 2017 MF11
- 2017 MG11
- 2017 MH11
- 2017 MJ11
- 2017 MK11
- 2017 ML11
- 2017 MN11
- 2017 MO11
- 2017 MQ11
- 2017 MR11
- 2017 MS11
- 2017 MT11
- 2017 MU11
- 2017 MV11
- 2017 MW11
- 2017 MX11
- 2017 MY11
- 2017 MZ11
- 2017 MA12
- 2017 MC12
- 2017 ME12
- 2017 MF12
- 2017 MG12
- 2017 MH12
- 2017 MJ12
- 2017 MK12
- 2017 ML12
- 2017 MM12
- 2017 MO12
- 2017 MP12
- 2017 MQ12
- 2017 MR12
- 2017 MS12
- 2017 MT12
- 2017 MU12
- 2017 MV12
- 2017 MW12
- 2017 MX12
- 2017 MY12
- 2017 MZ12
- 2017 MA13
- 2017 MB13
- 2017 MC13
- 2017 MD13
- 2017 ME13
- 2017 MF13
- 2017 MG13
- 2017 MH13
- 2017 MJ13
- 2017 MK13
- 2017 ML13
- 2017 MM13
- 2017 MO13
- 2017 MP13
- 2017 MS13
- 2017 MT13
- 2017 MU13
- 2017 MV13
- 2017 MW13
- 2017 MX13
- 2017 MZ13
- 2017 MD14
- 2017 MG14
- 2017 MJ14
- 2017 MN14
- 2017 MP14
- 2017 MQ14
- 2017 MR14
- 2017 MS14
- 2017 MT14
- 2017 MU14
- 2017 MV14
- 2017 MW14
- 2017 MC15
- 2017 MG15
- 2017 MK15
- 2017 ML15
- 2017 MN15
- 2017 MP15
- 2017 MR15
- 2017 MT15
- 2017 MU15
- 2017 MW15
- 2017 MY15
- 2017 MC16
- 2017 ME16
- 2017 MF16
- 2017 MM16
- 2017 MO16
- 2017 MR16
- 2017 MS16
- 2017 MT16
- 2017 MU16
- 2017 MV16
- 2017 MW16
- 2017 MX16
- 2017 MY16
- 2017 MZ16
- 2017 MA17
- 2017 MC17
- 2017 MF17
- 2017 MG17
- 2017 MH17
- 2017 MJ17
- 2017 MK17
- 2017 MM17
- 2017 MN17
- 2017 MR17
- 2017 MS17
- 2017 MT17
- 2017 MU17
- 2017 MV17
- 2017 MW17
- 2017 MX17
- 2017 MY17
- 2017 MA18
- 2017 MD18
- 2017 MG18
- 2017 MH18
- 2017 MJ18
- 2017 MK18
- 2017 MM18
- 2017 MO18
- 2017 MU18
- 2017 MV18
- 2017 MW18
- 2017 MX18
- 2017 MY18
- 2017 MZ18
- 2017 MA19
- 2017 MB19
- 2017 MC19
- 2017 ME19
- 2017 MG19
- 2017 MM19
- 2017 MN19
- 2017 MO19
- 2017 MQ19
- 2017 MR19
- 2017 MS19
- 2017 MT19
- 2017 MU19
- 2017 MW19
- 2017 MY19
- 2017 MZ19
- 2017 MB20
- 2017 MD20
- 2017 MF20
- 2017 MJ20
- 2017 ML20
- 2017 MM20
- 2017 MN20
- 2017 MO20
- 2017 MP20
- 2017 MQ20
- 2017 MS20
- 2017 MT20
- 2017 MU20
- 2017 MV20
- 2017 MW20
- 2017 MX20
- 2017 MA21
- 2017 MC21
- 2017 MD21
- 2017 ME21
- 2017 MF21
- 2017 MG21
- 2017 MH21
- 2017 MJ21
- 2017 MK21
- 2017 ML21
- 2017 MP21
- 2017 MQ21
- 2017 MS21
- 2017 MT21
- 2017 MU21
- 2017 MV21
- 2017 MX21
- 2017 MY21
- 2017 MZ21
- 2017 MA22
- 2017 MB22
- 2017 MC22
- 2017 MD22
- 2017 MH22
- 2017 MJ22
- 2017 MK22
- 2017 ML22
- 2017 MM22
- 2017 MN22
- 2017 MP22
- 2017 MQ22
- 2017 MS22
- 2017 MT22
- 2017 MU22
- 2017 MV22
- 2017 MW22
- 2017 MX22
- 2017 MY22
- 2017 MA23
- 2017 MC23
- 2017 MD23
- 2017 ME23
- 2017 MG23
- 2017 MH23
- 2017 MJ23
- 2017 MK23
- 2017 ML23
- 2017 MN23
- 2017 MO23
- 2017 MP23
- 2017 MQ23
- 2017 MR23
- 2017 MS23
- 2017 MT23
- 2017 MU23
- 2017 MV23
- 2017 MW23
- 2017 MX23
- 2017 MY23
- 2017 MA24
- 2017 MB24
- 2017 MC24
- 2017 MD24
- 2017 ME24
- 2017 MG24
- 2017 MH24
- 2017 MJ24
- 2017 MK24
- 2017 ML24
- 2017 MM24
- 2017 MN24
- 2017 MO24
- 2017 MQ24
- 2017 MT24
- 2017 MU24
- 2017 MX24
- 2017 MY24
- 2017 MZ24
- 2017 MA25
- 2017 MB25
- 2017 MC25
- 2017 MD25
- 2017 ME25
- 2017 MF25
- 2017 MG25
- 2017 MJ25
- 2017 MK25
- 2017 ML25
- 2017 MM25
- 2017 MN25
- 2017 MO25
- 2017 MP25
- 2017 MQ25
- 2017 MS25
- 2017 MT25
- 2017 MV25
- 2017 MW25
- 2017 MX25
- 2017 MY25
- 2017 MZ25
- 2017 MA26
- 2017 MB26
- 2017 MC26
- 2017 ME26
- 2017 MF26
- 2017 MG26
- 2017 MH26
- 2017 MM26
- 2017 MN26
- 2017 MP26
- 2017 MQ26
- 2017 MR26
- 2017 MS26
- 2017 MT26
- 2017 MU26
- 2017 MV26
- 2017 MX26
- 2017 MY26
- 2017 MA27
- 2017 MC27
- 2017 ME27
- 2017 MG27
- 2017 MH27
- 2017 MJ27
- 2017 MK27
- 2017 MM27
- 2017 MN27
- 2017 MO27
- 2017 MP27
- 2017 MS27
- 2017 MT27
- 2017 MU27
- 2017 MV27
- 2017 MW27
- 2017 MX27
- 2017 MY27
- 2017 MZ27
- 2017 MA28
- 2017 MC28
- 2017 MD28
- 2017 ME28
- 2017 MF28
- 2017 MG28
- 2017 MJ28
- 2017 MK28
- 2017 ML28
- 2017 MM28
- 2017 MN28
- 2017 MO28
- 2017 MP28
- 2017 MR28
- 2017 MS28
- 2017 MT28
- 2017 MU28
- 2017 MV28
- 2017 MW28
- 2017 MX28
- 2017 MY28
- 2017 MZ28
- 2017 MA29
- 2017 MB29
- 2017 MC29
- 2017 MD29
- 2017 ME29
- 2017 MF29
- 2017 MG29
- 2017 MH29
- 2017 MJ29
- 2017 MK29
- 2017 MM29
- 2017 MP29
- 2017 MQ29
- 2017 MR29
- 2017 MS29
- 2017 MU29
- 2017 MV29
- 2017 MW29
- 2017 MX29
- 2017 MY29
- 2017 MZ29
- 2017 MA30
- 2017 MB30
- 2017 MC30
- 2017 ME30
- 2017 MG30
- 2017 MH30
- 2017 MJ30
- 2017 MK30
- 2017 ML30
- 2017 MM30
- 2017 MN30
- 2017 MO30
- 2017 MP30
- 2017 MQ30
- 2017 MR30
- 2017 MS30
- 2017 MT30
- 2017 MU30
- 2017 MV30
- 2017 MW30
- 2017 MX30
- 2017 MY30
- 2017 MZ30
- 2017 MA31
- 2017 MB31
- 2017 MC31
- 2017 MD31
- 2017 ME31
- 2017 MG31
- 2017 MH31
- 2017 MJ31
- 2017 MK31
- 2017 MM31
- 2017 MO31
- 2017 MP31
- 2017 MQ31
- 2017 MR31
- 2017 MS31
- 2017 MT31
- 2017 MU31
- 2017 MV31
- 2017 MX31
- 2017 MY31
- 2017 MZ31
- 2017 MD32
- 2017 ME32
- 2017 MG32
- 2017 MJ32
- 2017 ML32
- 2017 MM32
- 2017 MN32
- 2017 MO32
- 2017 MP32
- 2017 MR32
- 2017 MU32
- 2017 MW32
- 2017 MX32
- 2017 MY32
- 2017 MZ32
- 2017 MA33
- 2017 MB33
- 2017 MC33
- 2017 MD33
- 2017 ME33
- 2017 MF33
- 2017 MG33
- 2017 MH33
- 2017 MJ33
- 2017 MK33
- 2017 ML33
- 2017 MM33
- 2017 MN33
- 2017 MO33
- 2017 MP33
- 2017 MQ33
- 2017 MR33
- 2017 MT33
- 2017 MU33
- 2017 MV33
- 2017 MW33
- 2017 MX33
- 2017 MY33
- 2017 MZ33
- 2017 MA34
- 2017 MB34
- 2017 MC34
- 2017 ME34
- 2017 MF34
- 2017 MG34
- 2017 MH34
- 2017 MJ34
- 2017 MK34
- 2017 ML34
- 2017 MM34
- 2017 MN34
- 2017 MO34
- 2017 MP34
- 2017 MQ34
- 2017 MR34
- 2017 MS34
- 2017 MT34
- 2017 MU34
- 2017 MV34
- 2017 MW34
- 2017 MX34
- 2017 MY34
- 2017 MZ34
- 2017 MA35
- 2017 MB35
- 2017 MC35
- 2017 MD35
- 2017 ME35
- 2017 MF35
- 2017 MG35
- 2017 MH35
- 2017 MK35
- 2017 ML35
- 2017 MM35
- 2017 MO35
- 2017 MP35
- 2017 MQ35
- 2017 MR35
- 2017 MS35
- 2017 MT35
- 2017 MU35
- 2017 MV35
- 2017 MW35
- 2017 MX35
- 2017 MY35
- 2017 MZ35
- 2017 MA36
- 2017 MB36
- 2017 MC36
- 2017 MD36
- 2017 ME36
- 2017 MF36
- 2017 MG36
- 2017 MH36
- 2017 MK36
- 2017 ML36
- 2017 MM36
- 2017 MN36
- 2017 MO36
- 2017 MP36
- 2017 MQ36
- 2017 MR36
- 2017 MS36
- 2017 MT36
- 2017 MU36
- 2017 MV36
- 2017 MW36
- 2017 MX36
- 2017 MY36
- 2017 MZ36
- 2017 MA37
- 2017 MB37
- 2017 ME37
- 2017 MH37
- 2017 MJ37
- 2017 MK37
- 2017 ML37
- 2017 MM37
- 2017 MN37
- 2017 MO37
- 2017 MP37
- 2017 MQ37
- 2017 MS37
- 2017 MT37
- 2017 MU37
- 2017 MV37
- 2017 MW37
- 2017 MX37
- 2017 MY37
- 2017 MZ37
- 2017 MA38
- 2017 MB38
- 2017 MC38
- 2017 MD38
- 2017 ME38
- 2017 MF38
- 2017 MG38
- 2017 MH38
- 2017 MK38
- 2017 ML38
- 2017 MM38
- 2017 MN38
- 2017 MO38
- 2017 MR38
- 2017 MS38
- 2017 MT38
- 2017 MU38
- 2017 MV38
- 2017 MW38
- 2017 MY38
- 2017 MZ38
- 2017 MA39
- 2017 MB39
- 2017 MC39
- 2017 MD39
- 2017 ME39
- 2017 MF39
- 2017 MG39
- 2017 MH39
- 2017 MJ39
- 2017 MK39
- 2017 ML39
- 2017 MM39
- 2017 MN39
- 2017 MP39
- 2017 MQ39
- 2017 MS39
- 2017 MT39
- 2017 MU39
- 2017 MV39
- 2017 MW39
- 2017 MX39
- 2017 MY39
- 2017 MZ39
- 2017 MA40
- 2017 MB40
- 2017 MC40
- 2017 MD40
- 2017 ME40
- 2017 MF40
- 2017 MG40
- 2017 MH40
- 2017 MJ40
- 2017 MK40
- 2017 ML40
- 2017 MM40
- 2017 MN40
- 2017 MO40
- 2017 MP40
- 2017 MQ40
- 2017 MR40
- 2017 MS40
- 2017 MT40
- 2017 MU40
- 2017 MV40
- 2017 MW40
- 2017 MX40
- 2017 MY40
- 2017 MZ40
- 2017 MA41
- 2017 MB41
- 2017 MC41
- 2017 MD41
- 2017 ME41
- 2017 MF41
- 2017 MG41
- 2017 MH41
- 2017 MJ41
- 2017 MK41
- 2017 ML41
- 2017 MM41
- 2017 MN41
- 2017 MO41
- 2017 MP41
- 2017 MQ41
- 2017 MS41
- 2017 MU41
- 2017 MV41
- 2017 MW41
- 2017 MX41
- 2017 MY41
- 2017 MZ41
- 2017 MA42
- 2017 MB42
- 2017 MC42
- 2017 MD42
- 2017 ME42
- 2017 MF42
- 2017 MG42
- 2017 MH42
- 2017 MJ42
- 2017 MK42
- 2017 ML42
- 2017 MM42
- 2017 MN42
- 2017 MO42
- 2017 MP42
- 2017 MQ42
- 2017 MR42